# Brandon Simpson
Brandon Allan (Brandon) Simpson (Florida, 6 september 1981) is een Jamaicaanse sprinter die is gespecialiseerd in de 400 m. Hij won meerdere medailles op een WK op de 4 x 400 m estafette. Sinds 20 juni 2006 heeft hij de Bahreinse nationaliteit en komt hij bij internationale wedstrijden uit voor dit land.
In 2000 werd hij kampioen op de 400 meter bij de Centraal-Amerikaanse junioren kampioenschappen in San Juan. Met 46,49 seconden versloeg hij zijn landgenoot Pete Coley (zilver) en Damion Barry (brons) uit Trinidad en Tobago. Dat jaar nam hij deel aan het WK junioren in Santiago. Op de 400 m behaalde hij zilver en op de 4 x 400 m estafette veroverde hij met zijn team, bestaande uit Sekou Clarke, Aldwyn Sappleton, Pete Coley en hemzelf, het goud voor de Duitse en de Poolse ploeg.
Op het WK 2003 in Parijs werd hij met 45,18 seconden in de halve finale uitgeschakeld. Op de 4 x 400 m estafette werd hij met zijn teamgenoten
Danny McFarlane, Davian Clarke en Michael Blackwood derde achter de Amerikaanse ploeg (goud), Franse ploeg (zilver). Doordat de Amerikaanse ploeg op 28 november 2004 werd gediskwalificeerd wegens het dopinggebruik (modafinil) door de Amerikaan Calvin Harrison in juni 2003, kreeg de Jamaicaanse ploeg alsnog het zilver toebedeeld. Op de Olympische Spelen van Athene in 2004 werd hij vijfde.
In 2005 won hij in het Finse Helsinki op het WK samen met Sanjay Ayre, Lansford Spence en Davian Clarke met een tijd van 2.58,07 een bronzen medaille op de 4 x 400 meter.

## Titels
- Jamaicaans kampioen 400 m - 2004
- Wereldkampioen junioren 4 x 400 m - 2000
- Centraal-Amerikaans junioren kampioen 400 m - 2000

## Persoonlijk record
| Onderdeel | Prestatie | Datum            | Plaats |
| --------- | --------- | ---------------- | ------ |
| 400 m     | 44,64 s   | 27 augustus 2006 | Rieti  |

## Palmares

### 400 meter
Kampioenschappen
- 2000:  Centraal-Amerikaanse junioren kampioenschappen - 46,49 s
- 2000:  WK junioren - 45,73 s
- 2001:  Centraal-Amerikaanse en Caribische kampioenschappen - 45,46 s
- 2003: 8e WK - 46,02 s
- 2004: 5e OS - 44,76 s
- 2005: 6e WK - 45,01 s
- 2005: 4e Wereldatletiekfinale - 44,86 s

Golden League-podiumplekken
- 2003:  Golden Gala – 44,87 s
- 2005:  Golden Gala – 45,21 s
- 2005:  Bislett Games – 44,86 s
- 2005:  Memorial Van Damme – 44,70 s

### 4 x 400 meter
- 2000:  WK junioren - 3.06,06
- 2001:  WK - 2.58,39
- 2003:  WK - 2.59,60 (initieel brons)
- 2005:  WK - 2.58,07